# Bernard Accoyer
Bernard Accoyer (ur. 12 sierpnia 1945 w Lyonie) – francuski polityk i lekarz, od 2007 do 2012 przewodniczący Zgromadzenia Narodowego.

## Życiorys
Z zawodu lekarz, specjalista w zakresie otolaryngologii. Uzyskał doktorat z medycyny na Université de Lyon I.
W 1989 po raz pierwszy wybrany na urząd mera miasta Annecy-le-Vieux, uzyskiwał następnie reelekcję na kolejne kadencje, pełniąc tę funkcję do 2016.
W kolejnych wyborach parlamentarnych w 1993, 1997, 2002, 2007 i 2012 wybierany na deputowanego do Zgromadzenia Narodowego. Przez wiele lat działał w gaullistowskim Zgromadzeniu na rzecz Republiki, następnie został członkiem powstałej na bazie RPR Unii na rzecz Ruchu Ludowego.
Od 2004 kierował frakcją poselską UMP. Po wyborach parlamentarnych w 2007 wybrano go przewodniczącym Zgromadzenia Narodowego XIII kadencji. Funkcję tę sprawował przez pełną pięcioletnią kadencję. W 2016 powołany na sekretarza generalnego powstałych na bazie UMP Republikanów, pełnił tę funkcję do grudnia 2017.